# Sankisa
Sankisa (còn được gọi là Sankasia, Sankassa hoặc Sankasya, tiếng Phạn: संकिस, tiếng Pali: Sankassa) là một thành phố cổ của Ấn Độ, nổi tiếng trong thời Đức Phật Thích-ca Mâu-ni. Đây là một trong những thánh địa Phật giáo quan trọng, được cho là nơi Đức Phật đã từ cõi trời Đao Lợi (Tavatimsa) trở về trần gian sau khi thuyết giảng Vi Diệu Pháp (Abhidhamma) cho mẹ ông là Hoàng hậu Maya và chư thiên.